# Сплячі леви
«Сплячі леви» (англ. Sleeping lions) — дитяча гра, де гравці прикидаються сплячими левами, лежачи нерухомо, поки ведучий намагається їх розсмішити або змусити рухатися, а той, хто першим поворухнеться чи засміється, вибуває.

## Правила
Усі гравці, крім одного чи двох, є «левами» і лежать на підлозі із заплющеними очима, ніби сплять. Один або два гравці, що залишилися («мисливці»), пересуваються по кімнаті, намагаючись спонукати левів до руху. Мисливці не можуть торкатися левів, але можуть підходити близько до них, розповідати їм різні речі, жарти тощо. Будь-яка людина, яка рухається, повинна встати та приєднатися до мисливців.

## Використання гри
Сплячих левів також іноді використовують у школах як вправу. Усі діти гратимуть у «левів», а вихователь гратиме у «мисливця». Зазвичай, у цьому випадку вчитель не докладає зусиль, щоб змусити «левів» рухатися, тому що в цьому випадку справжня мета «гри» — заспокоїти дітей після гри в інші захоплюючі ігри.
Інші назви гри включають: мертві солдати.